# Platymera gaudichaudii
Platymera gaudichaudii är en kräftdjursart som beskrevs av H. Milne Edwards 1837. Platymera gaudichaudii ingår i släktet Platymera och familjen Calappidae. Inga underarter finns listade i Catalogue of Life.